# Eublepharidae
Famille
Synonymes
- Eublepharinae Boulenger, 1883
- Aeluroscalabotinae Günther, 1864

Les Eublepharidae sont une famille de geckos. Elle a été créée par George Albert Boulenger en 1883.

## Répartition
Les espèces de cette famille se rencontrent dans le nord de l'Amérique, dans le sud de l'Asie et en Afrique subsaharienne.

## Description
Les espèces cette famille se distinguent des autres geckos par :
- la présence de paupières mobiles (la grande majorité des geckos a une écaille transparente sur l'œil) ;
- l'absence de lamelles adhésives (setae) sous les pattes, bien que des espèces terrestres d'autres sous-familles puissent également en être dépourvues.

Dans l'ensemble, ces geckos vivent dans des milieux assez comparables, à quelques variations d'hygrométrie et de température près. On les trouve dans des milieux plutôt secs et chauds, de type aride ou semi-aride, même si beaucoup recherchent ponctuellement plus d'humidité (pour se reposer ou pondre par exemple). Ils sont nocturnes et insectivores.

## Liste des genres
Selon The Reptile Database (7 sept. 2012) :
- Aeluroscalabotes Boulenger, 1885
- Coleonyx Gray, 1845
- Eublepharis Gray, 1827
- Goniurosaurus Barbour, 1908
- Hemitheconyx Stejneger, 1893
- Holodactylus Boettger, 1893

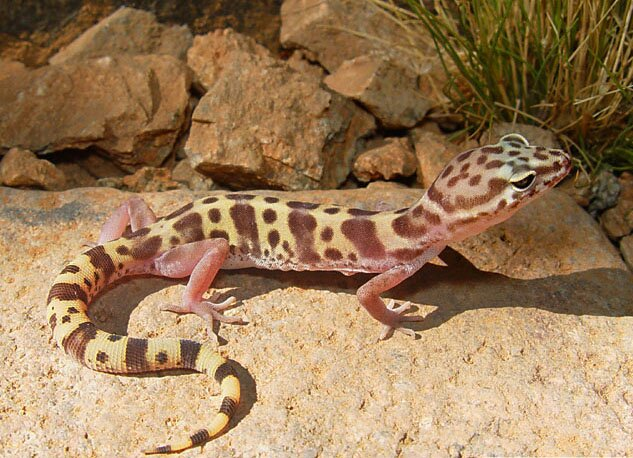
Coleonyx variegatus
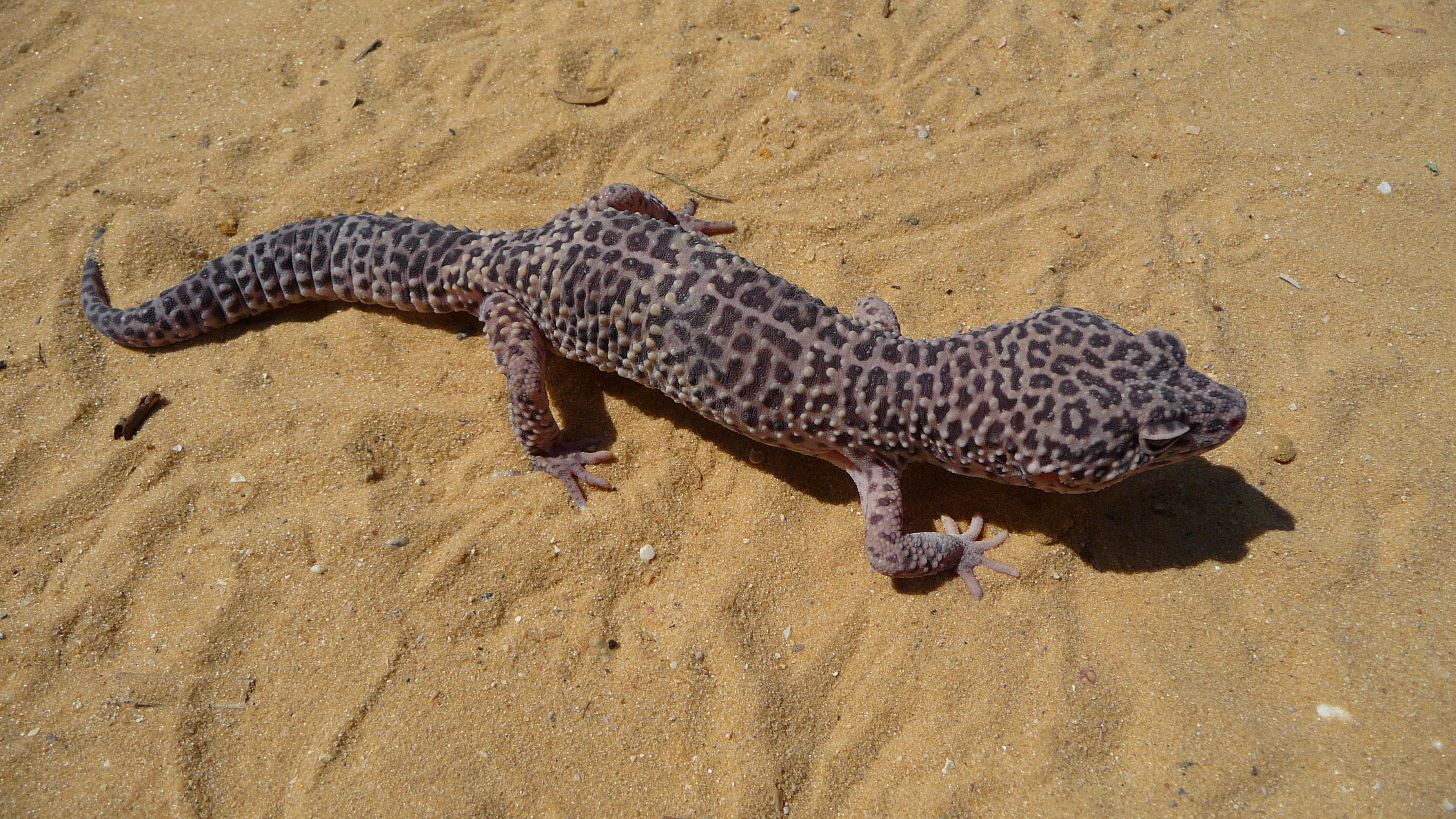
Eublepharis macularius
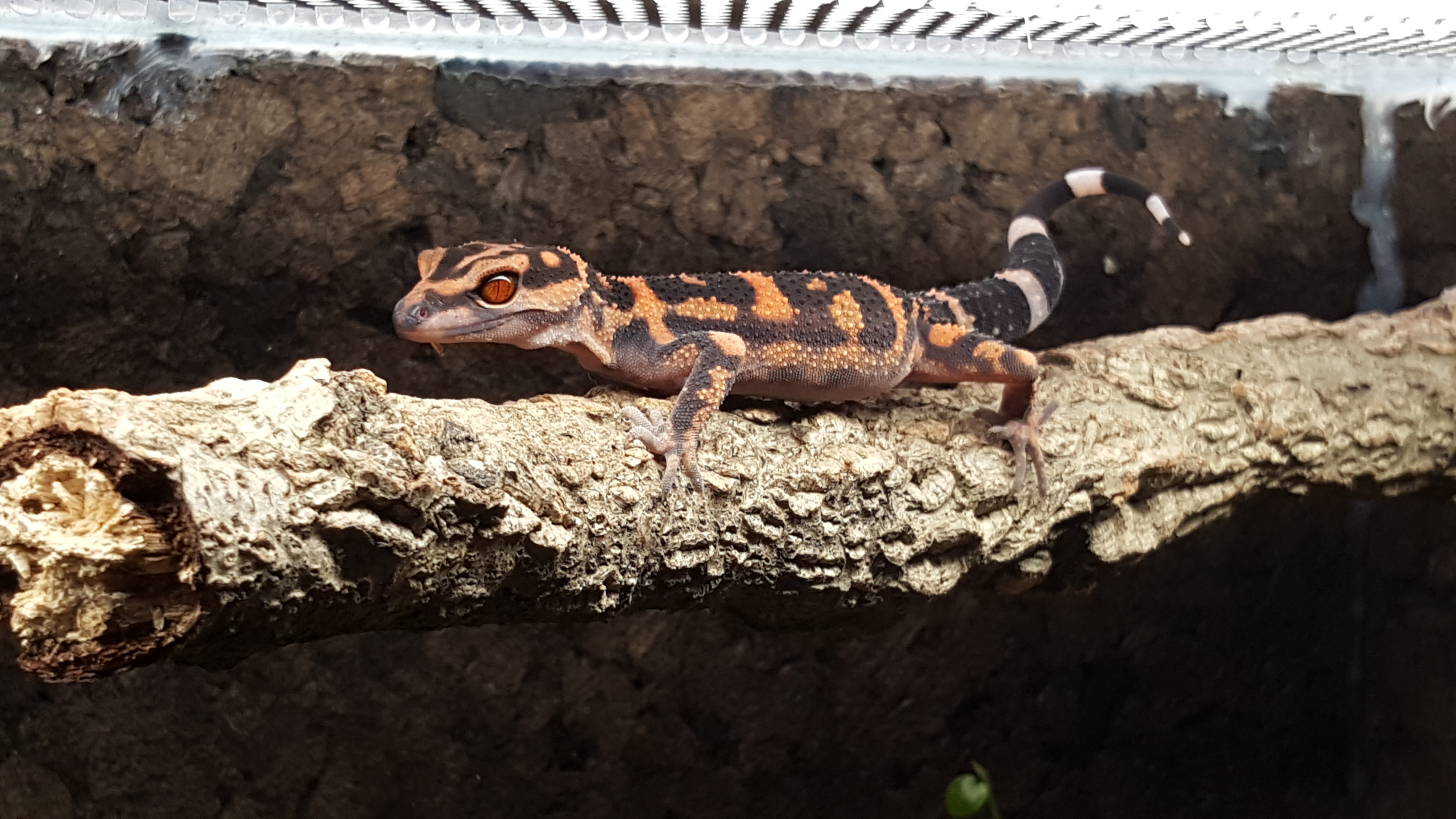
Goniurosaurus orientalis
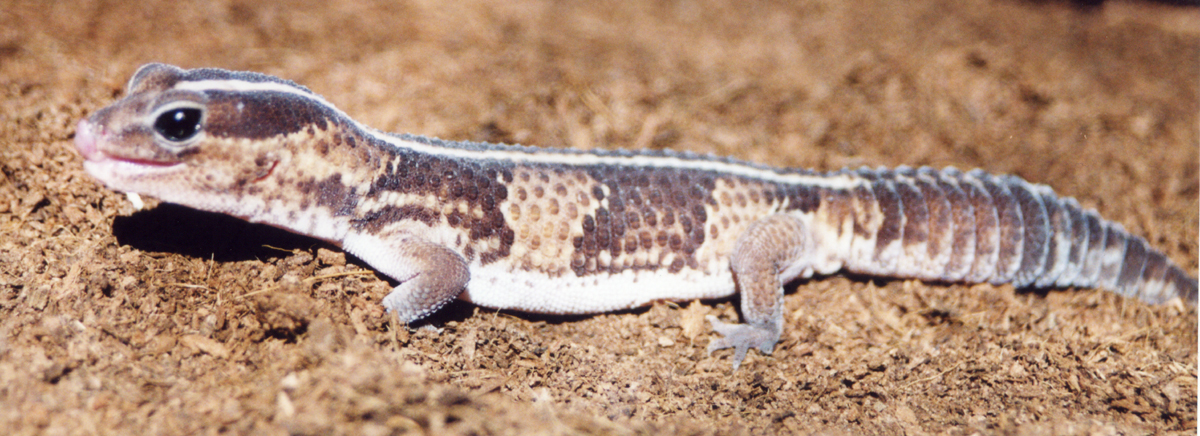
Hemitheconyx caudicinctus

## Position phylogénétique
Selon Gamble, Bauer, Greenbaum, & Jackman, 2008 et Vidal & Hedges, 2009.
```
           o Gekkota
           │
           ├─o Pygopodoidea
           │ ├─o 
Carphodactylidae

           │ ├─o 
Diplodactylidae

           │ └─o 
Pygopodidae

           │
           ├─o Eublepharoidea
           │ └─o Eublepharidae
           │
           └─o Gekkonoidea
             ├─o 
Gekkonidae

             ├─o 
Sphaerodactylidae

             └─o 
Phyllodactylidae
```

## Publication originale
- Boulenger, 1883 : Remarks on the Nyctisaura. Annals and magazine of natural history, ser. 5, vol. 12, p. 308 (texte intégral).